# 西格爾 (伊利諾伊州)
西格爾（英語：Sigel）是一個位於美國伊利諾伊州謝爾比縣的城鎮。

## 地理
西格爾的座標為39°13′34″N 88°29′43″W / 39.22611°N 88.49528°W，而該地的平均海拔高度為193米（即633英尺）。

## 人口
根據2010年美國人口普查的數據，西格爾的面積為0.74平方千米，當中陸地面積為0.73平方千米，而水域面積為0.01平方千米。當地共有人口373人，而人口密度為每平方千米504人。